# زمین‌لرزه ۱۹۸۱ پاکستان
زمین‌لرزه پاکستان  در تاریخ ۱۲ سپتامبر ۱۹۸۱ میلادی، برابر با ‎۲۱ شهریور ۱۳۶۰، ساعت ۷:۱۵:۵۴ به زمان یوتی‌سی در پاکستان رخ داد. ژرفای این زلزله ۱۴٫۹ کیلومتر بود، و بزرگی آن ۶٫۱ در مقیاس Mw اعلام شده‌است. زمین‌لرزه به وقت محلی در روز شنبه، ساعت ۱۲ روی داده و منطقه زمانی آن یوتی‌سی +۵ بوده‌است .
سازمان زمین‌شناسی آمریکا نیز رومرکز این زمین‌لرزه را در مختصات ۳۵°۴۱′۳۵″شمالی ۷۳°۳۵′۳۸″شرقی / ۳۵٫۶۹۳°شمالی ۷۳٫۵۹۴°شرقی و ژرفای آن را در ۳۳ کیلومتر گزارش کرده‌است. بزرگی برگزیدهٔ این سازمان از میان بزرگی‌های محاسبه‌شدهٔ مختلف ۶٫۲ در مقیاس Mb بوده و از دید اثر، در میان چهار دسته‌بندی «نامحسوس»، «محسوس»، «زیان‌آور» یا «با تلفات»، زلزله را «با تلفات» اعلام کرده‌است.رانش زمین در آن به وجود آمده‌است.
پروژهٔ «تنسور گشتاور مرکزوار» زاویه‌های (راستا، شیب، ریک) گسل سازندهٔ زمین‌لرزه و صفحه عمود بر آن را (°۱۰۷، °۳۶، °۷۹) یا (°۳۰۰، °۵۴، °۹۸) و نوع گسل را «معکوس» فرارسانده‌است.
شمار کشتگان زلزله حدود ۲۲۰ نفر بوده‌است.تعداد زخمیان ۲۰۰ نفر برآورده شده‌است.